# Carex mackenziana
Carex mackenziana là một loài thực vật có hoa trong họ Cói. Loài này được Weath. mô tả khoa học đầu tiên năm 1936.